# José Daniel Morón
José Daniel Morón Salinas (Tunuyán, 30 de setembro de 1959) é um ex-futebolista chileno que atuava como goleiro.

## Carreira
Defendeu, entre outros, o Colo-Colo e o Palestino.